# Карл Беккер (генерал артилерії)
Карл Генріх Еміль Беккер (нім. Karl Heinrich Emil Becker; 14 грудня 1879, Шпаєр — 8 квітня 1940, Берлін) — німецький інженер і офіцер, доктор інженерних наук, генерал артилерії вермахту.

## Біографія
У 1898 році вступив у 2-й баварський полк польової артилерії. Учасник Першої світової війни. Після демобілізації залишений в рейхсвері, служив в інспекції озброєнь і постачання військ, з 1927 року — в Управлінні озброєнь сухопутних військ. Видатний теоретик в області артилерійської техніки. У 1937-40 роках — президент Імперської дослідницької ради. З 4 лютого 1938 року — начальник управління. Під керівництвом Беккера і при його активній участі були проведені розробка і впровадження нових сучасних озброєнь, а також переозброєння німецької армії артилерією. Вважав, що німецька економіка не готова забезпечити вермахт усім необхідним в разі світової війни. Наклав на себе руки.

## Звання
- Фанен-юнкер (16 липня 1898)
- Фенріх (8 лютого 1899)
- Лейтенант (7 березня 1900)
- Оберлейтенант (7 березня 1910)
- Гауптман (27 січня 1914)
- Майор (1 лютого 1922)
- Оберстлейтенант (1 квітня 1927)
- Оберст (1 квітня 1930)
- Генерал-майор (1 лютого 1933)
- Генерал-лейтенант (1 жовтня 1934)
- Генерал артилерії (1 жовтня 1936)

## Нагороди
- Медаль принца-регента Луїтпольда
- Залізний хрест 2-го і 1-го класу
- Орден «За заслуги» (Баварія) 4-го класу з мечами
- Хрест «За вислугу років» (Пруссія)
- Почесний хрест ветерана війни з мечами
- Медаль «За вислугу років у Вермахті» 4-го, 3-го, 2-го і 1-го класу (25 років)
- Пам'ятна медаль Товариства німецьких інженерів (1937)
- Медаль Гете за мистецтво і науку (1939)

### Наукові звання
- Дипломований інженер (1 березня 1922)
- Доктор інженерних наук (14 липня 1922)
- Почесний доктор філософії Кенігсберзького університету (29 січня 1929)
- Почесний професор військових наук (23 квітня 1932)
- Почесний професор (11 квітня 1933)
- Ординарний професор загальної військової техніки і декан факультету загальних технологій (з 1935 року — факультет оборонної техніки) Шарлотенбурзького вищого технічного училища (3 серпня 1933)
- Дійсний член Прусської академії наук (1935)
- Співзасновник полігону Пенемюнде (1936)
- Почесний сенатор Берлінського вищого технічного училища (1937)